# Окаяма (трасса)
Okayama International Circuit — трасса Формулы-1, находится недалеко от города Аида, Окаяма, Япония. Название TI (Tanaka International — название холдинговой компании) трасса носила на момент проведения на ней входящих в чемпионат Формулы-1 Гран-при Тихого океана в 1994 и 1995 годах. На данный момент трасса носит название Okayama International Circuit (переименована после того, как Tanaka International Company в марте 2003 года продала трассу компании Unimat).

## Победители Гран-при Тихого океана на трассе TI
| Сезон | Пилот           | Конструктор      | Отчёт |
| ----- | --------------- | ---------------- | ----- |
| 1995  | Михаэль Шумахер | Benetton-Renault | Отчёт |
| 1994  | Михаэль Шумахер | Benetton-Ford    | Отчёт |